# Giacomo Lumbroso
Pour les articles homonymes, voir Lumbroso.
Giacomo Lumbroso (Le Bardo, 8 octobre 1844 – Santa Margherita Ligure, 2 avril 1925) est un archéologue, historien, linguiste, papyrologue et helléniste de nationalité italienne. 

## Biographie
Né au Bardo, localité proche de Tunis, il suivit d'abord des cours au Collège de France auprès de Gaston Boissier et à Turin auprès de Giovanni Flecchia, puis il se rendit en Allemagne à l'Université de Berlin, où, à vingt ans, il devint « l'élève préféré de Mommsen » qui le proposa comme membre associé à l'Académie royale des sciences de Prusse. Il retourna au Piémont en 1865 et, un an plus tard, il reçut la première reconnaissance académique avec son travail, Recherches sur l'économie politique de l'Égypte sous les Lagides, couronné par l'Académie des inscriptions et belles-lettres dans un concours dont le thème était Économie politique de l'Égypte au temps des Lagides. À 25 ans, sur proposition de Carlo Promis, il entra à l'Académie des Sciences de Turin, en 1878, Quintino Sella le proposa à l'Accademia dei Lincei. Il en devint correspondant puis, en 1891, membre à part entière.
L'Université de Dublin le nomma docteur honoris causa. En 1882, il succéda à Adolf Holm à la chaire d'histoire ancienne à l'université de Palerme, puis à celle de Ferdinando Ranalli à Pise, et enfin en 1887 à Bonghi dans la chaire d'histoire moderne à l'Université de Rome. À partir de 1893, « il abandonna, comme l'écrit Silvio Maroi, la toge universitaire et revêtit la blouse du scientifique ». Son invraisemblable érudition et la variété de sa culture l'amenèrent à étendre le champ de ses recherches (normalement l'Antiquité hellénistique, la papyrologie et l'épigraphie), et à s'intéresser aussi au droit romain, à l'histoire ancienne et moderne, à l'histoire des religions, à l'art, aux sciences, à la littérature et finalement à l'ethnographie et au folklore. Dans le domaine du folklore il collabora avec Giuseppe Pitrè auquel le liait une profonde amitié.

## Œuvres
Il a écrit environ 200 œuvres de taille variable, dont près d'une vingtaine sont encore inédites.

### Épigraphie et papyrologie
- Testi e commenti concernenti l'antica Alessandria: glossario Lumbroso (10 voll.), publié par les soins d'Evaristo Breccia et al. Milano, Vita e pensiero, 1934.
- Descrittori italiani dell'Egitto e di Alessandria: memoria. Roma, coi tipi del Salviucci, 1879.
- L'Egitto dei greci e dei Romani. Roma, Ermanno Loescher e C. Edit. (Tip. Della R. Accademia Dei Lincei), 1895.
- Progressi della egittologia Greco-romana negli ultimi venticinque anni. Roma, Tip. Forzani e C., 1893.

### Autres
- Comenti sulla storia dei genovesi avanti il 1100. Torino, Stamperia Reale Fratelli Bocca, 1872.
- Usi, costumi e dialetti sardi, Estratto da Archivio per le tradizioni popolari, vol. 5: pp. 18-31, 1885.
- Roma e lo stato romano dopo il 1789 : da una inedita autobiografia. Roma, Tip. della Accademia dei Lincei, 1892.
- Expositio totius mundi et gentium: Studio di Giacomo Lumbroso. Roma, Tip. Della R. Accademia Dei Lincei di V. Salviucci, 1903.